# Robert Swift
Robert Christen Swift (Bakersfield, 3 dicembre 1985) è un ex cestista statunitense.

## Carriera
È stato selezionato dai Seattle SuperSonics al primo giro del Draft NBA 2004 (12ª scelta assoluta).

## Palmarès
- McDonald's All-American Game (2004)